# 格賴姆斯縣 (德克薩斯州)
格賴姆斯縣（英語：Grimes County）位美國德克薩斯州東南部的一個縣。面積2,075平方公里。根据美國2000年人口普查，共有人口23,552人。縣治安德森（Anderson）。
成立於1846年4月6日，縣政府成立於7月15日。縣名紀念《德克薩斯獨立宣言》簽署人之一、德克薩斯共和國國會議員傑西·格賴姆斯。